# Гідеон (Міссурі)
Гідеон (англ. Gideon) — місто (англ. city) в США, в окрузі Нью-Мадрид штату Міссурі. Населення — 780 осіб (2020).

## Географія
Гідеон розташований за координатами 36°26′40″ пн. ш. 89°54′22″ зх. д. / 36.44444° пн. ш. 89.90611° зх. д. (36.444495, -89.906147).  За даними Бюро перепису населення США в 2010 році місто мало площу 4,66 км², з яких 4,64 км² — суходіл та 0,03 км² — водойми.

## Демографія
Згідно з переписом 2010 року, у місті мешкали 1093 особи в 418 домогосподарствах у складі 281 родини. Густота населення становила 234 особи/км².  Було 458 помешкань (98/км²).
Расовий склад населення:
| - 99,4 % — білих - 0,1 % — чорних або афроамериканців |

До двох чи більше рас належало 0,5 %. Частка іспаномовних становила 0,3 % від усіх жителів.
За віковим діапазоном населення розподілялося таким чином: 25,6 % — особи молодші 18 років, 55,0 % — особи у віці 18—64 років, 19,4 % — особи у віці 65 років та старші. Медіана віку мешканця становила 39,1 року. На 100 осіб жіночої статі у місті припадало 91,8 чоловіків;  на 100 жінок у віці від 18 років та старших — 89,5 чоловіків також старших 18 років.
Середній дохід на одне домашнє господарство  становив 36 097 доларів США (медіана — 29 773), а середній дохід на одну сім'ю — 41 335 доларів (медіана — 32 112). Медіана доходів становила 28 542 долари для чоловіків та 20 833 долари для жінок. За межею бідності перебувало 25,9 % осіб, у тому числі 36,1 % дітей у віці до 18 років та 14,1 % осіб у віці 65 років та старших.
Цивільне працевлаштоване населення становило 429 осіб. Основні галузі зайнятості: освіта, охорона здоров'я та соціальна допомога — 27,0 %, виробництво — 15,2 %, роздрібна торгівля — 13,3 %.